# PRO Z
PRO Z（プロゼット）は、かつて東京マルイから発売されていたZゲージスケールの鉄道模型。

## 概要
2007年2月14日に発表。静岡ホビーショーなどのイベントで試作品を出展してきた。当初の発売予定日は7月末だったが、後に延期となる。そして2007年12月17日、約5ヶ月遅れで発売した。
それまで食玩的な商品が中心だった日本形Zゲージを一気にNゲージレベルの出来栄えまで引き上げ、アーノルドカプラーの採用などその後の日本形Zゲージの基礎を作ったが、追加のジオラマベースなど後続商品の発売が遅れ、最終的にシリーズ全体も商品展開を終え発売中止となった。

## 特徴
PRO Zには他社製品には見られない以下のような特徴がある
- 完成レイアウトで販売する
- 全車両常時点灯室内灯装備
- Nゲージ車両に匹敵する車両完成度

### 製品化された車輛
- 国鉄EF65形電気機関車
- 国鉄20系客車
- JR東日本E231系電車
- 国鉄コキ50000形貨車

車両の発売はセットによるものが主体とされた。

### オプション
- パワーパック（常時点灯対応）
- レイアウト
- ストラクチャー（予定）

## レイアウト
また、PRO Zは一般的なレール部品主体の商品展開からではなく完成品レイアウトの販売をまず行った点で特徴的である。モジュール式で基本セットから延長が可能である。
NゲージやHOゲージなどの通常の鉄道模型では、販売されているレイアウトボードへ線路を固定し、ストラクチャーなどを配置するというようにレイアウトを製作しなければならない。しかし、PRO Zは完成したレイアウト自体を販売している。